# Station Golczewo Gaj
Station Golczewo Gaj was een spoorwegstation in de Poolse plaats Golczewo-Gaj.